# 鬼平犯科帳 (十代目松本幸四郎)
十代目松本幸四郎主演・『鬼平犯科帳』（おにへいはんかちょう）は、日本映画放送を中心とする時代劇パートナーズにより2024年1月より展開されているテレビ時代劇である。連動して公開された日本映画『鬼平犯科帳 血闘』（おにへいはんかちょう けっとう）についても解説する。

## 概要
火付盗賊改方長官・長谷川平蔵を主人公とする捕物帳。十代目幸四郎は、祖父である八世松本幸四郎および叔父である二世中村吉右衛門の当たり役を演じ継ぐこととなった。
池波正太郎生誕100年企画としてSEASON1計4作品が制作された。原則的に時代劇専門チャンネルでの放送であるが、第2作にあたる『鬼平犯科帳 血闘』は映画（配給：松竹）である。その後も新作が断続的に制作されている。

## スタッフ
- 原作：池波正太郎
- 監督：山下智彦
- 脚本：大森寿美男
- 音楽：吉俣良
- 撮影：江原祥二
- 照明：杉本崇
- 美術：倉田智子
- VFXシニアスーパーバイザー：尾上克郎
- 録音：松本悟
- 殺陣：清家三彦、清家一斗
- エグゼクティブ・プロデューサー：宮川朋之（日本映画放送）
- プロデューサー：田倉拓紀（日本映画放送）、永富康太郎（日本映画放送）、足立弘平（松竹）
- アソシエイトプロデューサー：秋永全徳（日本映画放送）
- 制作：松竹
- 制作協力：松竹撮影所、松竹映像センター

## キャスト
- 長谷川平蔵：松本幸四郎
- 久栄：仙道敦子
- おまさ：中村ゆり
- 相模の彦十：火野正平
- 佐嶋忠介：本宮泰風
- 木村忠吾：浅利陽介
- 酒井祐助：山田純大
- 沢田小平次：久保田悠来
- 竹内孫四郎 - 大石昭弘
- 山田市太郎 - 井手麻渡
- 山崎国之進 - 吉田道広
- 語り - 堀内賢雄

## ゲスト

### 鬼平犯科帳 本所・桜屋敷
- 小野十蔵 - 柄本時生
- 三次郎 - 松元ヒロ[3]
- おたね - 中島多羅[4]
- 無頼の頭 - 前坂淳平
- 高杉銀平 - 長谷川初範[5]
- 蓑火の喜之助 - 橋爪功
- おりん - 志田未来
- 網切の甚五郎 - 北村有起哉
- 蓑虫の久 - 今野浩喜
- 野尻の虎三 - 田中俊介[6]
- 文六 - 平埜生成
- おさだ - 久保田磨希[7]（少女期：山内陽葵[8]）
- 服部角之助 - 品川徹[9]
- 近江屋清兵衛 - 冨家ノリマサ[10]
- 岸井左馬之助 - 山口馬木也[11]（青年期：阿佐辰美[12]）
- おふさ - 原沙知絵[13]（青年期：菊池日菜子[14]）
- 松岡重兵衛 - 松平健
- 長谷川銕三郎（若き日の平蔵） - 市川染五郎[15]
- 石田典佳[16]、野田龍之介[17]、伊達颯斗[18]、平井靖、大迫英喜、池田勝志、 東田達夫、仲野毅、中島崇博、今村幸代、船津正康、美藤吉彦[19]、 清水理江、小澤明弘、加納亜紀、佐保歩実[20]、林千寿、新畑典子、 井上俊和、桝田博之、片山美南[21]、與名友弘、小川敦子、近藤良文、山口幸晴、田井克幸、高橋弘志、山田永二、本山力、吉田輝生、 高島和男、櫻井忍、堀田貴裕、田村将之、佐々木郷、杉本悠太朗[22]、太田雅之[23]、奥深山新[24]、越中晃一、大久保幸治、増田広司、 北山裕介、糠信圭祐、大夢、江端倫太郎、米田登貴、髙木俐知圭、土井珠羽、徳網まゆ、延原瑞希

### 鬼平犯科帳 血闘
原作は「血闘」と「兇賊」。
- 鷺原の九平 - 柄本明[26]
- 網切の甚五郎 - 北村有起哉[26]
- 三次郎 - 松元ヒロ[26]
- おたね - 中島多羅[26]
- おりん - 志田未来[26]
- おろく - 松本穂香[26]
- 長谷川銕三郎 - 市川染五郎[26]
- 小野十蔵：柄本時生[26]
- 京極備前守高久 - 中井貴一[26]

### 鬼平犯科帳 でくの十蔵
- 小野十蔵 - 柄本時生[27]
- 小房の粂八 - 和田聰宏[27]
- 小川や梅吉 - 波岡一喜[27]
- 助次郎 - 窪塚俊介[27]
- お磯 - 佐々木春香[28]
- おふじ - 藤野涼子[27]
- 蓑火の喜之助 - 橋爪功[27]
- 上杉陽一[29]、浅田祐二[30]、鶴かおり、九谷茂樹、尾本祐菜[31]、髙木俐知圭[32]、渡邊藍美、西岡結梨

### 鬼平犯科帳 血頭の丹兵衛
- 血頭の丹兵衛 - 古田新太[33]
- 小房の粂八 - 和田聰宏[33]（幼少期：伊達颯斗[34]）
- 三次郎 - 松元ヒロ
- おたね - 中島多羅
- 小川や梅吉 - 波岡一喜[33]
- およね - 尾上紫[35]
- 小野十蔵 - 柄本時生
- おふじ - 藤野涼子
- 蓑火の喜之助 - 橋爪功[33]
- 飯島順子[36]、三星登史子、三田みらの[37]、ムラサトシ[38]、高島和男[39]、渡邊藍美、西岡結梨

### 鬼平犯科帳 老盗の夢
- おとよ・お千代（二役） - 北乃きい[40]
- 彦の市 - マキタスポーツ[40]
- おその - 佐藤江梨子
- お松 - 朝倉あき
- 源吉 - 梶原善
- 蓑火の喜之助 - 橋爪功[40]

### 鬼平犯科帳 暗剣白梅香
- 金子半四郎 - 早乙女太一[41]
- おいね - 藤田朋子[41]
- 三の松平十 - 中村吉之丞[41]
- おその - 佐藤江梨子
- お松 - 朝倉あき
- 彦の市 - マキタスポーツ
- 金子七平 - 井之上チャル

## 放送日程
初回放送日は時代劇専門チャンネル
| 話数  | サブタイトル | 初回放送日                | 備考            |
| ----- | ------------ | ------------------------- | --------------- |
| 第1作 | 本所・桜屋敷 | 2024年1月8日              | 2時間スペシャル |
| 第2作 | 血闘         | 劇場公開日：2024年5月10日 |                 |
| 第3作 | でくの十蔵   | 2024年6月8日              |                 |
| 第4作 | 血頭の丹兵衛 | 2024年7月6日              |                 |
| 第5作 | 老盗の夢     | 2025年2月8日              |                 |
| 第6作 | 暗剣白梅香   | 2025年7月5日              |                 |
| 第7作 | 兇剣         | 2026年（予定）            |                 |

## ネット配信
Amazon Prime Videoの時代劇専門チャンネル、U-NEXT、Hulu、Lemino、J:COM STREAMでも配信。